# 燃焼工学
燃焼工学（ねんしょうこうがく、英: Combustion Engineering）は、燃焼に関する工学の一分野である。熱工学に近接しているが、燃焼現象を化学的・物理学的側面から捉え、エネルギー効率の向上、燃焼機器の改良などに役立てることなどを目的としている。